# Vincent Kenis
Vincent Kenis is een Belgische muzikant en producer. Hij speelde in zijn jonge jaren bij de avant-garderockgroep Aksak Maboul en The Honeymoon Killers. Later is hij zich meer gaan richten op het produceren van albums. Verder werkt hij veel samen met andere (met name Congolese) artiesten.
Hij heeft albums geproduceerd van onder andere Zap Mama, Tartit, Konono No.1, Taraf de Haidouks, Kasai Allstars en recentelijk Staff Benda Bilili.